# 2006 WF206
2006 WF206, também escrito como 2006 WF206, é um objeto transnetuniano que está localizado no Cinturão de Kuiper, uma região do Sistema Solar. Este corpo celeste é classificado como um cubewano. Ele possui uma magnitude absoluta de 6,8 e tem um diâmetro estimado com 192 km.

## Descoberta
2006 WF206 foi descoberto no dia 23 de novembro de 2006 pelo astrônomo B. Gladman.

## Órbita
A órbita de 2006 WF206 tem uma excentricidade de 0,050 e possui um semieixo maior de 43,762 UA. O seu periélio leva o mesmo a uma distância de 41,590 UA em relação ao Sol e seu afélio a 45,934 UA.